# I Brought You My Bullets, You Brought Me Your Love
I Brought You My Bullets, You Brought Me Your Love is het debuutalbum van de Amerikaanse band My Chemical Romance. Het album kwam uit op 23 juli 2002. Het album is opgenomen in New York.
Vergeleken met de latere albums van My Chemical Romance was de stijl van de muziek op het album nog zoekende. Er is geen duidelijke lijn in welke soort muziek het album hoort. Het inzingen van het album werd bemoeilijkt door een ontsteking in de mond van zanger Gerard Way tijdens de opnames.

## Verhaal
Zoals alle albums van My Chemical Romance vertellen de nummer op het album een verhaal. Op dit album gaat het verhaal over twee Bonnie en Clyde-achtige personen die worden neergeschoten in de woestijn. Dezelfde personen komen later weer terug op het album Three Cheers for Sweet Revenge.

## Tracklist
Nummer.	Titel
1. Romance
2. Honey, This Mirror Isn't Big Enough for the Two of Us
3. Vampires Will Never Hurt You
4. Drowning Lessons
5. Our Lady of Sorrows
6. Headfirst for Halos
7. Skylines and Turnstiles
8. Early Sunsets Over Monroeville
9. This Is the Best Day Ever
10. Cubicles
11. Demolition Lovers